# Cantó de Machecoul
El cantó de Machecoul (bretó Kanton Machikoul) és una divisió administrativa francesa situat al departament de Loira Atlàntic a la regió de Loira Atlàntic, però que històricament ha format part de Bretanya.

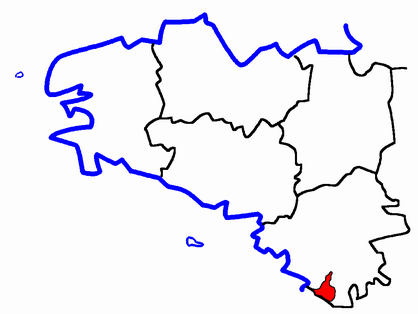
Situació del cantó

## Composició
El cantó aplega 6 comunes: 
| Nom francès                | Nom bretó                | Població | km²    | Codi Postal | Codi INSEE |
| La Marne                   | Maeron                   | 916      | 17,80  | 44270       | 44090      |
| Machecoul                  | Machikoul                | 5.420    | 66,62  | 44270       | 44087      |
| Paulx                      | Palud                    | 1.354    | 35,92  | 44270       | 44119      |
| Saint-Étienne-de-Mer-Morte | Sant-Stefan-an-Mel-Veuzh | 1.003    | 27,33  | 44270       | 44157      |
| Saint-Mars-de-Coutais      | Sant-Marzh-ar-C'hoad     | 1.858    | 34,67  | 44680       | 44178      |
| Saint-Même-le-Tenu         | Sant-Masen-ar-Porzh      | 932      | 18,27  | 44270       | 44181      |
| Cantó                      | Machikoul                | 11.483   | 200,61 | -           | 4418       |

## Història
| Data d'elecció                           | Identitat        | Partit | Qualitat |
| ---------------------------------------- | ---------------- | ------ | -------- |
| 2001-2008                                | Rogatien Foucher | UDF    |          |
| 2008-                                    | Jean Charrier    | PS     |          |
| les dades anteriors no són pas conegudes |                  |        |          |
|                                          |                  |        |          |